# Белорусская стратегическая оборонительная операция
Белору́сская стратеги́ческая оборони́тельная опера́ция (22 июня — 9 июля 1941) — ряд приграничных сражений и контрударов Западного фронта Красной Армии при участии Пинской военной флотилии в ходе Великой Отечественной войны. Непосредственно предшествовала Смоленской стратегической оборонительной операции.
Основные сражения операции:
- Белостокско-Минское сражение
  - Контрудар под Гродно (1941)
- Оборона Борисова
- Витебское сражение
  - Лепельский контрудар

## Планы сторон
Замысел германского командования состоял в том, чтобы прорвать оборону советских войск у Бреста и Сувалок, уничтожить основные силы Западного особого военного округа возле Минска, занять Смоленск и открыть путь на Москву.
Согласно Директиве НКО СССР от 22.06.1941 № 3, Западному фронту предписывалось сдерживая противника на варшавском направлении, нанести мощный контрудар силами не менее двух мехкорпусов и авиации во фланг и тыл сувалкинской группировки противника, уничтожить её совместно с Северо-Западным фронтом и к исходу 24.6 овладеть районом Сувалки.

## Ход операции

### Вторжение вермахта
Войска Западного особого военного округа, дислоцированные в Белоруссии, приняли на себя первый удар наступающего Вермахта. В сопровождении артиллерии и авиации вермахту удалось захватить мосты через реку Западный Буг и город Липск. Вскоре немецкая армия продвинулась на 60 километров и подошла в район Гродно и Кобрина. Началось наступление на Барановичи. В ночь на 23 июня Красная Армия перешла к обороне. Оборона минского укреплённого района была поручена 44-му стрелковому корпусу. Возле Лиды под командованием И. С. Стрельбицкого, было уничтожено около 60 немецких танков 3-й танковой группы Гота.

### Контрудары Красной Армии
В ходе боевых действий в состав войск Западного фронта дополнительно было введено 45 дивизий. В рамках данной операции в период с 6-9 июля были проведены приграничное оборонительное сражение и контрудары на борисовском и лепельском направлениях 13-й и 20-й армиями, 5-м и 7-м механизированными корпусами и авиацией фронта.
24 июня 1941 года Красная Армия нанесла контрудар под Гродно.

### Итог операции
Несмотря на огромные потери, понесённые Красной Армией в этой операции, остановить натиск противника не удалось. Войска Западного фронта, развернутого на территории Белоруссии, под ударами группы армий «Центр» были вынуждены отойти на восток. Тем не менее упорным сопротивлением в приграничных районах в сочетании с контрударами они нанесли значительный урон немецким войскам и замедлили темпы их наступления на Смоленск и Москву. Время, выигранное в результате героического сопротивления частей, соединений и объединений Красной Армии, дало возможность советскому командованию развернуть войска Второго стратегического эшелона на рубеже рек Западная Двина и Днепр.

## Параметры операции
Продолжительность:
18 суток.
Ширина фронта боевых действий:
450—800 км.
Глубина отхода советских войск:
450—600 км.